# Шу (Лоар и Шер)
Шу (фр. Choue) насеље је и општина у централној Француској у региону Центар (регион), у департману Лоар и Шер која припада префектури Вандом.
По подацима из 2011. године у општини је живело 528 становника, а густина насељености је износила 14,12 становника/km². Општина се простире на површини од 37,39 km². Налази се на средњој надморској висини од 136 метара (максималној 212 m, а минималној 112 m).

## Демографија
| 1962. | 1968. | 1975. | 1982. | 1990. | 1999. | 2011. |
| ----- | ----- | ----- | ----- | ----- | ----- | ----- |
| 512   | 602   | 512   | 562   | 578   | 544   | 528   |

График промене броја становника у току последњих година